# Сивири
Сивири (грч. Σιβηρη) је туристичко насеље у Грчкој, периферија Средишња Македонија, округ Халкидики, општина Касандра. Насеље је према попису из 2021. године имало 283 становника.

## Географија
Сивири сеналази око 100 км јужно од Солуна,  или 5 километара западно од Касандрије односно око десетак километара од Калитее, на западној обали полуострва Касандра иза леђа или преко брда у односу на Пефкохори. На око пет километара јужно налази се туристичко насеље Скала Фурка.
Са друге стране гледано налази се на источној обали Солунског залива, Преко Солунског залива западно од Сивирија налази се Олимп на удаљености од око 60 километара ваздушне линије. За време добре видљивости може се посматрати залазак Сунца за Олимп.
Само место смештено је у малом заливу на релативно брдовитом терену обрасло зеленилом и то претежно боровом шумом. Кроз насеље протиче поток обрастао трском који дели Сивири на два дела.

## Привреда
Основна привредна грана је туризам са неколико хотела и великим бројем апартмана. У месту постоји неколико добро опремљених маркета и већи број ресторана. Плажа је уска и дугачка и доста добро уређена и опремљена.

## Клима
Клима је изразито средоземна, са сувим и сунчаним летима а са благим зимама са обилним кишама.